# François Besson (judo)
Pour les articles homonymes, voir François Besson et Besson.
François Besson (1946-2010) est un judoka français. Membre de l’équipe de France de judo de 1967 à 1974, il a été directeur sportif de la Fédération internationale de judo et président de la Fédération des internationaux du sport français.

## Biographie
François Besson, né le 4 juillet 1946 à Hostens (Gironde) et décédé le 25 mai 2010 à Malakoff, a été membre de l'équipe de France de judo de 1967 à 1974.
Champion de France en 1969 et 1971, il remporte par deux fois l'argent en équipe aux championnats d'Europe de judo de 1972 et 1973.
Après s'être illustré sur les tatamis, François Besson s'investit à partir de 1975 au sein de la fédération française de judo, puis au sein de l'Union européenne de judo et de la fédération internationale de judo où il aura notamment été directeur sportif de 1991 à 2002. Il a été délégué technique pour les Jeux Olympiques de Barcelone 1992, Atlanta 1996 et Sydney 2000.
Très impliqué dans le développement du sport et du judo en Afrique, il s'est investi à titre bénévole pour les Jeux de la Francophonie où il a été délégué technique pour les épreuves de judo.

## Classement et palmarès
François Besson était 7e dan et Grand Croix du Mérite des Ceintures Noires de judo.
Palmarès
|                                  | or | arg. | bro. |
| -------------------------------- | -- | ---- | ---- |
| championnats d'Europe par équipe |    | 2    | 2    |
| championnats de France           | 2  |      | 3    |